# 宾图尼
宾图尼（Bintuni，荷兰语：Steenkool）是印度尼西亚西巴布亚省的一个城镇，是宾图尼湾县的行政中心，位于极乐鸟半岛东南，接近宾图尼湾。2010年普查共有13,795人。跨巴布亚公路经过宾图尼。

## 资料来源
1. ↑  .   [2017-03-04]. （原始内容存档于2019-01-09）.
2. ↑   (PDF).   [2017-03-04]. （原始内容 (PDF)存档于2016-03-03）.
3. ↑  Biro Pusat Statistik, Jakarta, 2011.